# Petrorossia albula
Petrorossia albula är en tvåvingeart som beskrevs av Zaitzev 1962. Petrorossia albula ingår i släktet Petrorossia och familjen svävflugor. Inga underarter finns listade i Catalogue of Life.